# الرقة القبلية
قرية الرقة القبلية هي إحدى القرى التابعة لمركز أطفيح في محافظة الجيزة في جمهورية مصر العربية. حسب إحصاءات سنة 2006، بلغ إجمالي السكان في الرقة القبلية 1823 نسمة، منهم 930 رجل و893 امرأة.